# 1677
1677 (MDCLXXVII) a fost un an obișnuit al calendarului gregorian, care a început într-o zi de miercuri.

## Evenimente
- 1677-1679: Răscoala lui Culpeper. Revoltă populară în regiunea Albemarle, Carolina, pornită împotriva legilor de navigație britanice, de John Culpeper și George Durant.

## Nașteri
- 17 septembrie: Stephen Hales, medic, chimist și inventator englez (d. 1761)
- 20 octombrie: Stanisław Leszczyński, rege al Poloniei (d. 1766)

## Decese
- 21 februarie: Baruch Spinoza, 44 de ani, filozof olandez (n. 1632)